# Джон Фішер Бернс
Джон Бернс (англ. John Burns; нар. 4 жовтня 1944 — британський журналіст, володар двох Пулітцерівських премій, голова лондонського бюро The New York Times, відповідальний за міжнародні питання. Бернс часто з'являється на PBS, його називають «патріархом американської міжнародної журналістики».

## Ранні роки
Джон Фішер Локслі Бернс народився в Ноттінгемі, Англія. У дитинстві разом з батьками він емігрував у Канаду. Тут він вступив в Університет Макгілла. Між 1980 і 1981 роками вивчав російську мову в Гарварді, а потім у 1984 році — китайську мову в Кембриджі. У 1998-99 роках Бернс був вільним слухачем у Королівському коледжі (Кембридж), де вивчав історію і культуру ісламу. Також Бернс оволодів французькою і німецькою мовами.

## Кар'єра
На початку 1970-х років Джон Бернс писав для канадської газети Globe and Mail в якості парламентського репортера. В 1971 році його направили до Китаю для висвітлення подій Китайської культурної революції. Це сталося після непорозуміння, що призвелов до тимчасової заборони з'являтися поблизу Парламенту, накладеної спікером Палати громад. У 1975 році Бернс перейшов на роботу в The New York Times, спершу репортером для столичного розділу, а потім проявивши себе і в інших секціях.
Джон Бернс очолював кілька іноземних бюро The New York Times. Разом з журналістами Джоном Дарнтоном і Майклом Кауфманом він виграв у 1978 році Премію Джорджа Полка за репортажі з Африки. З 1981 по 1984 рік Бернс працював головою бюро в Москві. У 1986 році його перевели в бюро The New York Times у Пекіні, де китайська влада посадила його у в'язницю за підозрою в шпигунстві. Після проведеного розслідування звинувачення були зняті, але Бернс був вигнаний з країни.
У 1993 році Бернс отримав першу Пулітцерівську премію за висвітлення подій у Боснії-Герцеговині. Потім у 1996 році йому вдруге вручили Премію Джорджа Полка. Другу Пулітцерівську премію у 1997 році йому принесли репортажі з Афганістану.
До моменту початку вторгнення коаліційних сил до Іраку у 2003 році Джон Бернс працював у Багдаді. Він детально висвітлював війну і післявоєнну окупацію. У липні 2007 року Бернс переводиться в Лондон, де змінює на посаді голови лондонського бюро Алана Ковела. 30 вересня 2007 року Берн був відзначений Премією Елайджі Періша Лавджоя, а також почесним ступенем доктора Колбі-коледжу.
Джон Бернс активно співпрацює з PBS. Він неодноразово з'являвся в Шоу Чарлі Роуза і «Часі новин» з Джим Лерер з прямими репортажами з Афганістану та Іраку. В інтерв'ю, даному в січні 2009 року, коментатор Майкл Бейрон назвав Бернса «одним з найбільших іноземних кореспондентів нашого часу». У серпні 2010 року, в інтерв'ю Чалі Роузу, Крістофер Гітченс, згадуючи поїздку з Бернсом в Сараєво, в якій вони потрапили під обстріл, назвав колегу «найбільшим військовим журналістом нашого часу».

## Критика
Беручи інтерв'ю у російського посла в Афганістані Заміра Кабулова, Бернс назвав його співробітником КДБ.
Пулітцерівську премію 1993 року Джон Бернс отримав "за сміливе і докладне висвітлення знищення Сараєво і варварських убивств на війні в Боснії-Герцеговині. Пізніше деякі репортажі Бернса з Боснії-Герцеговини були поставлені під сумнів через ненадійність джерел інформації.
Пітер Блок у своїй книзі Media Cleansing: Dirty Reporting Journalism & Tragedy in Yugoslavia постійно критикує Бернса за журналістську неохайність

## Особисте життя
Джон Фішер Бернс одружений з Джейн Скотт-Лонг, головою багдадського бюро The New York Times.